# Instytut Spraw Szkolnych
Instytut Spraw Szkolnych – jednostka organizacyjna Ministerstwa Oświaty i Wychowania, powołana w celu prowadzenia prac naukowo-badawczych w zakresie treści i metod kształcenia ogólnego oraz opracowania odpowiednich dokumentów programowych.
Ponadto celem Instytutu było doskonalenia systemu nauczania i wychowania w placówkach oświatowych różnego szczebla, począwszy od przedszkoli, poprzez szkoły podstawowe, średnie, specjalne, a ponadto w szkołach dla pracujących oraz w szkołach zawodowych.

## Powołanie Instytutu
Na podstawie uchwały Rady Ministrów z 1972 r. w sprawie utworzenia Instytutu Programów Szkolnych ustanowiono Instytut. Powołanie Instytutu miało ścisły związek z ustawą z 1961 r. o instytutach naukowo-badawczych.
Powołanie Instytutu związane było z realizacją ustawy z 1961 r. o rozwoju systemu oświaty i wychowania. W zakresie programowo-dydaktycznej działalność Instytutu obejmowała dwa główne obszary:
- prace naukowo-badawcze dotyczące modernizacji treści kształcenia i wychowania w ramach funkcjonującego systemu szkolnego;
- prace naukowo-badawcze związane z kształtowaniem systemu edukacji narodowej, a dotyczące całokształtu problematyki programów nauczania, podręczników, środków dydaktycznych oraz pomiaru osiągnięć szkolnych.

Nadzór nad Instytutem sprawował Minister Oświaty i Wychowania.

## Podstawowe zadania Instytutu
Do podstawowych zadań Instytutu należało:
- opracowywanie założeń dydaktyczno-wychowawczych szkół ogólnokształcących,
- określenie modeli treściowych kształcenia ogólnego dla określonych wyższych szczebli i typów szkół,
- opracowanie założeń dydaktyczno-wychowawczych poszczególnych przedmiotów nauczania,
- przygotowanie koncepcji pracy wychowawczej szkoły związanej z procesem dydaktycznym,
- opracowanie planów i programów nauczania,
- określenie form i metod realizacji programów nauczania z uwzględnieniem środków dydaktycznych,
- przyjęcie ogólnych koncepcji treściowych i metodycznych podręczników dla uczniów i nauczycieli,
- podejmowanie odpowiednich inicjatyw wydawniczych oraz dokonywanie oceny podręczników,
- występowanie z inicjatywą w sprawie szkolnych audycji radiowych i telewizyjnych oraz opiniowanie odnośnych programów.

## Sposób realizacji zadań
Instytut wykonywał swoje zadania poprzez:
- prowadzenie badań i studiów w zakresie określenie koncepcji kształcenia ogólnego,
- wypracowanie teorii programów i podręczników oraz doboru i struktury treści kształcenia w programach poszczególnych przedmiotów nauczania,
- określenie metod realizacji programów z uwzględnieniem środków dydaktycznych,
- określenie funkcjonalności i efektywności dydaktyczno-wychowawczej programów, podręczników i pomocy naukowych,
- rozwijanie metodologii badań w zakresie treści, form i metod kształcenia ogólnego,
- prowadzenie eksperymentów w wybranych szkołach oraz współdziałanie we wdrażaniu wyników badań do pracy szkolnej,
- prowadzenie szkół – laboratoriów,
- współdziałanie z placówkami naukowo-badawczymi, szkołami wyższymi, odpowiednimi resortami, instytucjami wydawniczymi oraz z organami administracji szkolnej, celem koordynacji prac objętych działalnością merytoryczną Instytutu,
- współpracowanie z instytucjami zagranicznymi prowadzącymi prace w zakresie oświaty i wychowania,
- organizowanie sesji i konferencji naukowych, uczestniczenie w naradach i zjazdach krajowych i zagranicznych o tematyce wiążącej się z działalnością Instytutu,
- publikowanie programów nauczania, prac naukowo-badawczych oraz eksperymentalnych programów, podręczników, materiałów pomocniczych i czasopism,
- prowadzenie działalności dokumentacyjno-informacyjnej, gromadzenie, opracowywanie i udostępnianie materiałów w dziedzinach objętych działalnością Instytutu.